# L'Art et la Manière
L'Art et la Manière, ou Künstler hautnah dans sa version allemande, est une série documentaire consacrée aux artistes de la création contemporaine, diffusée par Arte depuis 2005.
Produite par Jean-Paul Boucheny, la série L'Art et la Manière offre un panorama de la création contemporaine, sous la forme de documentaires de 26 minutes dressant le portrait d'artistes contemporains, qu'ils soient plasticiens, architectes, peintres, photographes ou designers. L'émission n'a pas pour vocation de décrypter l'œuvre de l'artiste en elle-même, mais plutôt de présenter celui-ci dans la simplicité de son quotidien.
Elle est récompensée en 2011 du prix d'honneur du Festival international du livre d'art et du film (FILAF).

## Historique

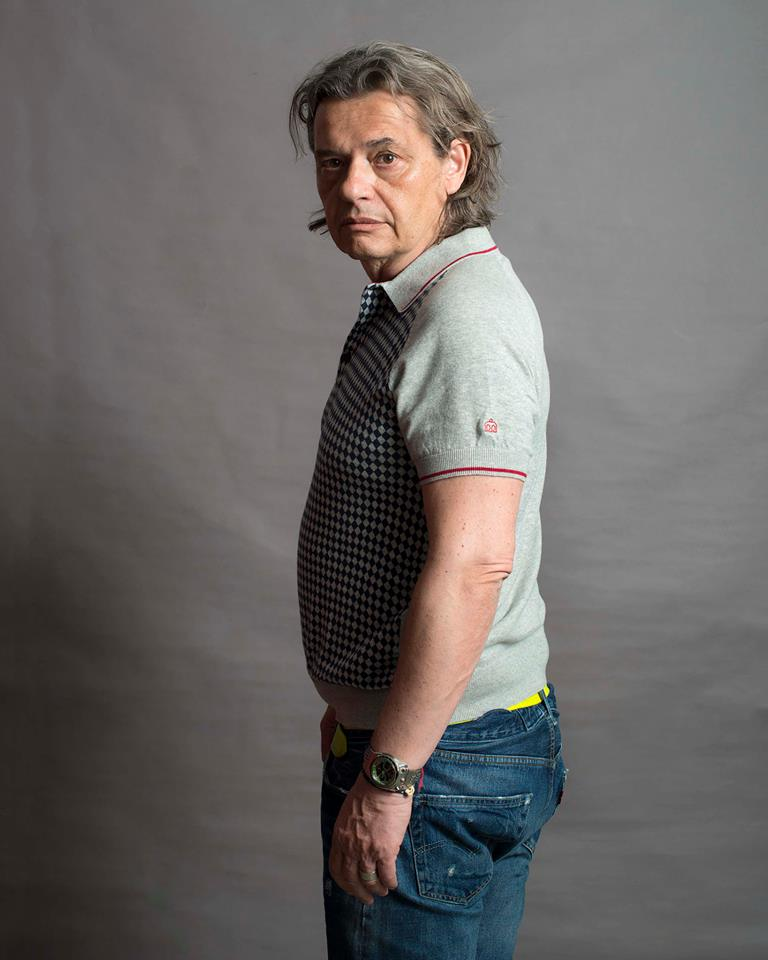
Jean-Paul Boucheny au FILAF en 2013

Produite par Jean Paul Boucheny, avec plus de 140 numéros déjà réalisés, la série L'Art et la Manière est diffusée sur Arte depuis 2005. Ses films documentaires de 26 min brossent le portrait d'artistes plasticiens, d'architectes, de designers, de photographes et de peintres internationaux.
De Paris à Berlin et Saint-Petersbourg en passant par New York et Bombay, L’Art et la Manière offre une vision élargie de la création pour donner à chacun l'envie d'explorer l'art contemporain.
L’artiste, qui est au cœur des films, ouvre son espace créatif et personnel au réalisateur. Il s’exprime sur la place du créateur aujourd’hui, ses choix, ses paris, et donne à voir et à comprendre sa démarche ainsi que sa singularité. Annette Messager, Tony Oursler, Giuseppe Penone, Shilpa Gupta, Alexey Titarenko, Ron Arad, Peter Lindbergh, Bruce Davidson, Wim Delvoye, Felice Varini, Gilles Barbier, Christian Boltanski… Ils sont aujourd'hui près de 140 artistes à avoir accepté de participer à cette aventure.
L'Art et la Manière propose au public un point de vue différent pour chaque film. Ainsi, plus de trente réalisateurs, dont Samuel Doux par exemple, ont déjà contribué à cette série. C’est l’art en mouvement, la création en instantané, dont le téléspectateur est ici témoin.
Jean-Paul Boucheny reçoit un prix d'honneur au Festival international du livre d'art et du film (FILAF) à Perpignan en 2011 pour l'ensemble de son travail de réalisateur et de producteur, et notamment pour L'Art et la Manière. Il est membre du jury de ce même festival en 2013.

## Liste des saisons

### Saison 1
- Alain Fleischer (cinéaste, photographe, écrivain, plasticien)
- Guy Peellaert (peintre)
- Christine Spengler (photographe)
- Agatha Ruiz de la Prada (styliste)
- Lars Spuybroek (architecte)
- Ronan & Erwan Bouroullec (designers)
- Xavier Veilhan (plasticien)
- Paolo Roversi (photographe)
- Arthur Joffé (cinéaste)
- Rudy Ricciotti (architecte)
- Mode 2 (graffiteur)
- Lucie Lom (scénographes d’exposition)
- Hans Ruedi Giger (peintre, sculpteur)

### Saison 2
- Edgar Reitz (cinéaste)
- Mario Botta (architecte)
- Wang Du (plasticien)
- Peter Lindbergh (photographe)
- Tomato (graphistes)
- Marc Desgrandchamps (peintre)
- Alfred Berger et Tiina Parkkinen (architectes)
- Marc Newson (designer)
- Matali Crasset (designer)
- Jacques Monory (peintre)
- Dorothée Selz (sculpteur, peintre)
- Alexey Titarenko (photographe)

### Saison 3
- Annette Messager (plasticienne)
- Anya Gallaccio (sculpteur)
- Ben (sculpteur et performer)
- Coop Himmelb(l)au (architectes)
- Giorgia Fiorio (photographe)
- Valérie Favre (peintre)
- Speedy Graphito (artiste graffiti)
- Andrée Putman (designer)
- Giuseppe Penone (plasticien)
- Matthias Weischer (peintre)
- John Bock (performer)
- Ron Arad (designer)
- Claude Lévêque (plasticien)

### Saison 4
- David Bailey (photographe)
- Patricia Urquiola (designer)
- Denis Santachiara (designer)
- Wim Delvoye (plasticien)
- Philippe Hurteau (peintre)
- Christian de Portzamparc (architecte)
- Fabrice Hybert (plasticien)
- Patrick Bouchain (architecte)
- Valérie Mréjen (photographe)
- Werner Aisslinger (designer)
- Jean Le Gac (peintre)
- Behnisch et Behnisch (architectes)
- Michael Ackerman (photographe)

### Saison 5
- Ernest Pignon-Ernest (plasticien)
- Richard Deacon (sculpteur)
- Carmen Perrin (plasticienne, architecte)
- Gérard Fromanger (peintre)
- Gary Webb (en) (sculpteur) - épisode réalisé par Nino Kirtadzé
- Pierrick Sorin (vidéaste)
- Erwin Wurm (plasticien)
- Matthias Sauerbruch & Louisa Hutton (architectes)
- Thomas Hirschhorn (plasticien)
- Linda Ellia (plasticienne)
- Martin Parr (photographe)
- Chantal Thomass (styliste)
- Rebecca Horn (plasticienne)
- Clara Halter (plasticienne)

### Saison 6
- Kader Attia (plasticien, vidéaste)
- Éric Baudelaire (photographe)
- Manuelle Gautrand (architecte)
- Hussein Chalayan (styliste)
- GRAFT Architekten (architectes)
- Jonathan Meese (peintre)
- Alain Sechas (peintre)
- Linda Ellia (plasticienne)
- Djamel Tatah (peintre)
- Pierre Soulages (peintre)
- Christian Boltanski (plasicien)
- Henri Cueco (peintre)
- Fred Lebain (plasticien)

### Saison 7
- Nicolas Darrot (plasticien)
- 5.5 designers (designers)
- Egill Svaebjörnsson (plasticien)
- Morgane Tschiember (plasticienne)
- Clemens Krauss (peintre)
- Mohamed Bourouissa (photographe)
- Loris Gréaud (plasticien)
- Tobias Zielony	 (photographe)
- Mathieu Lehanneur (designer)
- Raphaël Dallaporta (photographe)
- Adel Abidine (plasticien)
- Otobong Nkanga (plasticienne)
- Camille Vivier (photographe)
- Mircea Cantor (plasticien)

### Saison 8
- Paul Chemetov (architecte)
- Didier Fiuza Faustino (architecte)
- Denis Darzacq (photographe)
- Tatiana Trouvé (plasticienne)
- Stefan Diez (designer)
- Jurgen Bey (designer)
- Pizzi Cannella (peintre)
- Antonio Seguí (peintre)
- Robert Combas (peintre)
- René & Radka (photographes)
- Pierre Charpin (designer)
- Jean-Michel Othoniel (plasticien)
- Sabina Lang et Daniel Baumann (plasticiens)
- Peter Knapp (photographe)

### Saison 9
- Saul Leiter (photographe)
- Felice Varini (plasticien)
- Shilpa Gupta (plasticienne)
- Ákos Birkas (peintre)
- Jef Aérosol (pochoiriste)
- Tim Eitel (peintre)
- Vincent Lamouroux (plasticien)
- Robert Stadler (designer)
- Gilles Barbier (plasticien)
- Tsé & Tsé (designers)
- Lucy+Jorge Orta (plasticiens)
- Tadashi Kawamata (architecte/plasticien)
- Nasty (artiste tagger)
- Joana Vasconcelos (plasticienne)
- Tony Oursler (vidéaste, plasticien)

### Saison 10
- Arik Levy (designer)
- Virginie Barré (plasticienne)
- Axel Pahlavi (peintre)
- Jan Voss (peintre)
- Jonone (peintre)
- Pascale-Marthine Tayou (plasticien)
- Peter Klasen (peintre)
- Mona Hatoum (plasticienne)
- Elaine Sturtevant (plasticienne)
- Helena Almeida (peintre-photographe)
- Anders Petersen (photographe)
- Les HeHe (collectifs de plasticiens) ; documentaire réalisé par Samuel Doux[1]
- Bruce Davidson (photographe)
- EVOL (peintre)
- Bruno Peinado (plasticien)
- François Morellet (photographe)
- Franz Ackermann (peintre)
- Boris Mikhailov (photographe)

### Saison 11
- Jérôme Zonder (dessinateur)
- Pierre Riba (peintre)
- Stephan Balkenhol (sculpteur/peintre)
- Daniel Buren (plasticien)
- Konstantin Grcic (designer)
- Erwin Olaf (photographe)
- Inci Eviner (plasticienne – vidéaste)
- Patrick Jouin (designer)
- Sheila Concari (plasticienne) ; documentaire réalisé par Samuel Doux

## Distinction
En 2011, L'Art et la Manière se voit récompensé du prix d'honneur du Festival international du livre d'art et du film (Filaf) de Perpignan.